# Черский (посёлок городского типа)
Че́рский — посёлок городского типа на крайнем северо-востоке Якутии, у границы с Чукоткой, в 1920 км северо-восточнее Якутска.  Административный центр и крупнейший населённый пункт Нижнеколымского района. Население — 2641 чел. (2023).

## География и транспорт
Расположен в нижнем течении Колымы, на правом берегу, у места впадения реки Пантелеихи. Административно включает порт Зелёный Мыс с посёлком, территориально обособленный в 3 км к северу, вниз по правому берегу Колымы. Район Зелёный Мыс находится всего в 7,5 км выше по течению Колымы от места, где она разделяется на Походскую и судоходную Каменную, которые очерчивают основную часть её дельты.
Черский связан сезонным автозимником с посёлком Колымское.

## История
В XVII веке на этом месте было небольшое рыбацкое поселение. Здесь проходили отряды многих землепроходцев (Стадухин, Чюкичев, Дежнёв, Захаров, Харитонов и другие).
В частности, в 1643 году отряд Зыряна и Стадухина весьма недружелюбно встретили юкагирские князцы Корали и Пантели (по родовым угодьям последнего, вероятно, получила название протекающая около посёлка речка Пантелеиха).
В 1891 году в этом районе работала экспедиция под руководством Черского, которая не была закончена в связи с болезнью и кончиной Ивана Дементьевича 25 июня 1892 года (был похоронен в с. Колымское).
В дальнейшем экспедицию закончила его жена, Мавра Павловна. В окрестностях поселка были найдены останки шерстистого носорога.
В 1931 году поселение получило официальное название — Нижние Кресты. 10 января 1941 года Нижние Кресты стали центром Нижнеколымского района.
Зимой 1956—1957 года в Нижних Крестах зимовал отряд подводных лодок экспедиции особого назначения ЭОН-66.
С 1963 года — статус посёлка городского типа и название Черский. Переименован в честь геолога и географа, исследователя Сибири И. Д. Черского.
В советское время здесь находился один из пересылочных пунктов ГУЛАГа. Печально известное Кровавое озеро — место расстрела заключённых, принявших участие в восстании в 1937 году.
В 1966 году посёлок посетил известный канадский писатель Фарли Моуэт, который описал жителей Черского и окружающих мест в его книге «The Siberians» (с англ. — «Сибиряки») (1970).
Наряду с соседним селом Походск является местом проживания субэтнической группы походчан.
В разные годы здесь находился штаб высокоширотной экспедиции «Север».
Ежегодно в Черском проходит музыкальный фестиваль «Голоса Севера».
В 1981 году Сергей Зимов основал в Черском Северо-Восточную научную станцию. Станция занимается изучением глобального потепления и восстановлением плейстоценовых ландшафтов.

## Климат
- Среднегодовая температура -12.7 °C.
- Среднегодовая норма осадков 156 мм.

| Показатель                    | Янв.  | Фев.  | Март  | Апр.  | Май  | Июнь | Июль | Авг. | Сен. | Окт.  | Нояб. | Дек.  | Год   |
| ----------------------------- | ----- | ----- | ----- | ----- | ---- | ---- | ---- | ---- | ---- | ----- | ----- | ----- | ----- |
| Средний суточный максимум, °C | −26,8 | −20,7 | −20,7 | −10,6 | 1,7  | 12,1 | 13,9 | 11,3 | 5,7  | −5,8  | −19,3 | −26   | −7,6  |
| Средняя температура, °C       | −31,3 | −31,1 | −26,3 | −16,6 | −3   | 6    | 7,7  | 5,6  | 0,9  | −10,3 | −23,7 | −30,4 | −12,7 |
| Средний суточный минимум, °C  | −35,8 | −35,7 | −31,9 | −22,5 | −7,6 | 0,2  | 1,6  | 0    | −3,8 | −14,7 | −28,1 | −34,7 | −17,8 |
| Норма осадков, мм             | 10    | 7     | 5     | 5     | 7    | 16   | 28   | 25   | 18   | 14    | 12    | 9     | 156   |
| Источник: climate-data.org    |       |       |       |       |      |      |      |      |      |       |       |       |       |

## Население
| 1959  | 1970  | 1979  | 1989    | 2002  | 2009  | 2010  | 2011  | 2012  |
| ----- | ----- | ----- | ------- | ----- | ----- | ----- | ----- | ----- |
| 1965  | ↗9460 | ↗9726 | ↗11 176 | ↘3832 | ↘3084 | ↘2857 | ↘2841 | ↘2762 |
| 2013  | 2014  | 2015  | 2016    | 2017  | 2018  | 2019  | 2020  | 2021  |
| ↘2684 | ↘2643 | ↘2639 | ↘2605   | ↘2600 | ↘2555 | ↘2550 | ↗2552 | ↗2623 |
| 2022  | 2023  |       |         |       |       |       |       |       |
| ↘2613 | ↗2641 |       |         |       |       |       |       |       |

## Предприятия
В посёлке расположены:
- морской порт Зелёный Мыс;
- автопредприятие «КолымТранс»;
- Северо-Восточная научная станция;
- Зеленомысский РТК;
- гидробаза
- авиапредприятие (аэропорт).

## Известные люди
- Семён Курилов — юкагирский писатель;
- Улуро Адо — учёный, поэт, художник, создал юкагирские алфавит и письменность;
- Николай Курилов — юкагирский поэт, прозаик, журналист, художник;
- Александр Дзюба — кандидат технических наук, начальник отделения прочности ЦАГИ.

## Учреждения культуры
- Музей-квартира С. Н. Курилова
- Нижнеколымский музей
- Музей имени Александра Маринеско

## Достопримечательности
- Памятник И. Д. Черскому
- Памятник — самолёт Ли-2[26]
- Памятник — самолёт Ан-2

## Упоминание в культуре
- Русский поселок Черский ("сибирский город-призрак Черский"), неподалёку от которого держат похищенных детей с паранормальными способностями, упомянут в романе Стивена Кинга "Институт". По сюжету, филиалы секретного Института расположены по всему миру, а с помощью находящихся в них детей-телепатов и телекинетиков группа взрослых управляет миром. (Кинг, С. Институт: роман. Пер. с англ. Е. Романовой, Е. Доброхотовой-Майковой. М.: АСТ, 2020. 608 с. С. 558).
- Компьютерная игра Alpha Centauri. Предполагаемое место рождения академика Прохора Захарова - одного из лидеров фракций в оригинальной игре[27].